# Jerzy Chróścikowski

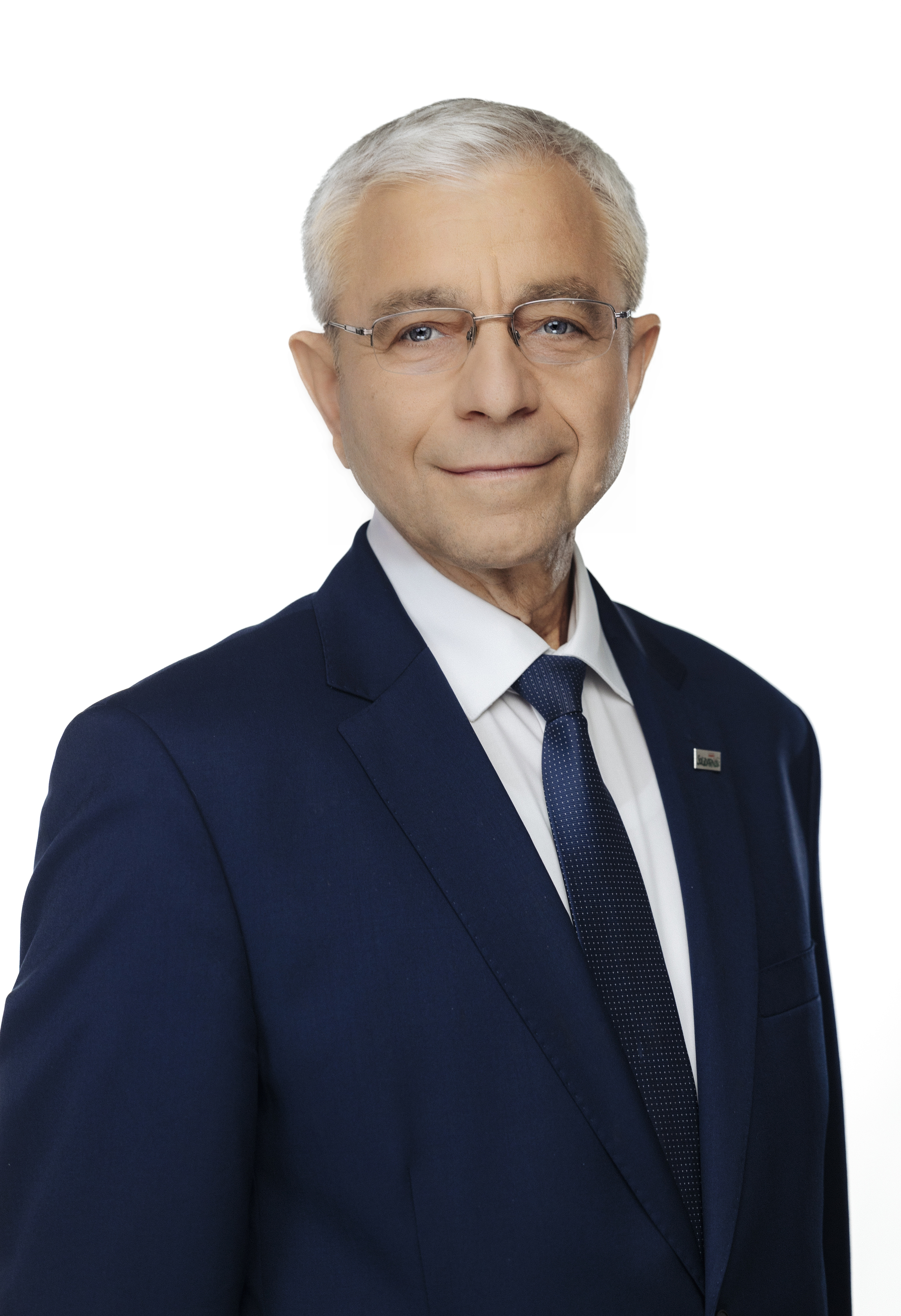
Jerzy Chróścikowski (2023)

Jerzy Mieczysław Chróścikowski (* 24. August 1953 in Michalinów) ist ein polnischer Politiker. Seit 1997 ist er Senator der Republik Polen.

## Leben
Chróścikowski studierte an der Universität Warschau und arbeitete von 1974 bis 1978 in einem Kohlebergwerk in Sosnowiec. Danach bewirtschaftete er einen landwirtschaftlichen Betrieb in Białowola. Von 1982 bis 1988 war er in einem Betrieb des Militärs in Zamość und von 1991 bis 1997 in der dortigen Gemeindeverwaltung angestellt. Von 1990 bis 1998 war er Mitglied des Gemeinderates. Seit den 1980er Jahren engagiert er sich politisch und gehörte verschiedenen Parteien an. Von 1997 bis 2001 war er als Vertreter der Ruch Odbudowy Polski Mitglied des polnischen Senats. Für die Partei Recht und Gerechtigkeit war er von 2005 bis 2007 (VI. Wahlperiode) Senator, und im Jahr 2007 wurde er in der Funktion für die VII. Kadenz wiedergewählt. Chróścikowski ist Vorsitzender der Landwirtschafts- und Umweltschutz-Kommission (Komisja Rolnictwa i Ochrony Środowiska) des Senats.